# Garßen
Garssen est un quartier de la commune allemande de Celle, dans l'arrondissement de Celle, Land de Basse-Saxe.

## Géographie
Garßen se situe à l'extrémité nord-est de la zone urbaine. Le village est séparé entre un quartier ancien et un nouveau par la Bundesstraße 191. Alors que le nouveau quartier se compose principalement de nouveaux bâtiments résidentiels, il y a encore trois cours agricoles et de nombreux bâtiments anciens dans le quartier ancien.

## Histoire
Garssen est mentionné pour la première fois en 1248 sous le nom de Gersnethe. Historiquement, Garßen appartient à la paroisse de Groß Hehlen. Le 1er janvier 1973, Garßen perd son indépendance et est incorporé dans la ville de Celle.
En 1822, le mathématicien Carl Friedrich Gauss trouve un point de mesure approprié à Garßen avec quelques difficultés pour la mesure du royaume de Hanovre. Aujourd'hui, un panneau d'information dans le village commémore cet événement.

## Démographie
En 1821, Garßen ne compte que 215 habitants (dont 21 du hameau de Hornshof et 7 des Rathsziegelei appartenant à Garßen) dans 26 maisons (2 à Hornshof, 1 à Rathsziegelei). En 1848 il y a 296 habitants, en 1900 357, en 1910 457, en 1919 554 et en 1925 565 habitants dans 100 foyers.

## Sport
Garßen est connu grâce au club de sport SV Garßen Celle, qui joue sous le nom abrégé de SVG Celle (de) en 1998 et sur la saison 2010-2011 en Handball-Bundesliga Frauen.

## Source, notes et références
- (de) Cet article est partiellement ou en totalité issu de l’article de Wikipédia en allemand intitulé « Garßen » (voir la liste des auteurs).

1. ↑  (de) « Statistik », sur Stadt Celle (consulté le 15 mai 2020)
2. ↑  (de) Statistisches Bundesamt, Historisches Gemeindeverzeichnis für die Bundesrepublik Deutschland. : Namens-, Grenz- und Schlüsselnummernänderungen bei Gemeinden, Kreisen und Regierungsbezirken vom 27. 5. 1970 bis 31. 12. 1982., W. Kohlhammer GmbH, 1983 (ISBN 3170032631), p.221